# NGC 6228
NGC 6228 је спирална галаксија у сазвежђу Херкул која се налази на NGC листи објеката дубоког неба.
Деклинација објекта је + 26° 12' 46" а ректасцензија 16h 48m 2,8s. Привидна величина (магнитуда) објекта NGC 6228 износи 14,3 а фотографска магнитуда 15,1. NGC 6228 је још познат и под ознакама UGC 10558, MCG 4-40-1, CGCG 139-3, VV 791, VV 846, IRAS 16460+2617, PGC 59007.